# Katsuyuki Kawachi
Katsuyuki Kawachi (jap. 河内 勝幸 Kawachi Katsuyuki; ur. 27 kwietnia 1955) – japoński piłkarz, reprezentant kraju.

## Kariera klubowa
Od 1978 do 1987 roku występował w klubie Toyo Industries.

## Kariera reprezentacyjna
W reprezentacji Japonii zadebiutował w 1979. W sumie w reprezentacji wystąpił w 3 spotkaniach.

## Statystyki
| Reprezentacja Japonii | Reprezentacja Japonii | Reprezentacja Japonii |
| Rok                   | Mecze                 | Gole                  |
| --------------------- | --------------------- | --------------------- |
| 1979                  | 3                     | 0                     |
| Razem                 | 3                     | 0                     |